# ネット風評監視サービス
ネット風評監視サービスとは、インターネット上に於ける企業の悪評が拡散したことを確認する目的で提供される、様々なサービスのことである。

## 主な業務の例
インターネットが発展するにつれて、消費者の間で広まるネット上の口コミの力は、その内容が事実であろうとなかろうと、企業にとっても無視の出来ない存在へと成長している。そうした風評のチェックを肩代わりし、ネット風評監視サービスを提供する企業は、次のような業務(一例)を行う。これらの業務は多くの場合人間の手による。
- 掲示板・ブログなどの監視

掲示板やブログなどの様々な場所に書き込まれる、その企業に関する書き込みを監視する業務。問題があると考えられる書き込みや、誤解を与えられかねない風説を発見した場合は、企業への報告や、投稿規制・削除などの対処が行われる。こうすることによって、「コミュニティを健全に」維持する。
- 風評の調査

ネット上に存在する、その企業の製品や業務に関する評価を収集する。
- 機密情報の管理

ネット上に、その企業の機密情報や内部告発などの情報が流出しないよう、調査やセキュリティ対策を施す。
- 検索結果から悪評を削除

ネット上に存在し、かつ検索結果で上位に来ている企業の悪評を検索結果に出さなくする、もしくは下位にランクされるような対策を施す。「逆SEO対策」とも呼ばれる。

## 同業他社への中傷行為の例
2011年12月09日。シエンプレより、「ネット上で弊社を誹謗中傷した競合企業社長を特定。名誉毀損及び威力業務妨害による損害賠償請求を提訴」、として、Yahoo!知恵袋への根拠のない中傷行為を行ったとして、パフォーマンス・マーケティング株式会社代表取締役社長が提訴される。また、この訴訟と前後し、WEBサイトの変更が実施され、同一ドメイン上でプログノシスという別会社名の表示が行われるようになった。